# Хартли (округ)
Округ Хартли (англ. Hartley County) расположен в США, штате Техас. Официально образован в 1876 году и назван в честь Оливера и Руфуса Хартли — техасских адвокатов и законодателей. По состоянию на 2000 год, численность населения составляла 5537 человек. Окружным центром является город Чаннинг.

## География
По данным Бюро переписи США, общая площадь округа равняется 3790 км², из которых 3787 км² суша и 3 км² или 0,06 % это водоемы.

### Соседние округа
- Даллам (север)
- Мур (восток)
- Олдем (юг)
- Куэй (юго-запад)
- Юнион (северо-запад)

## Демография

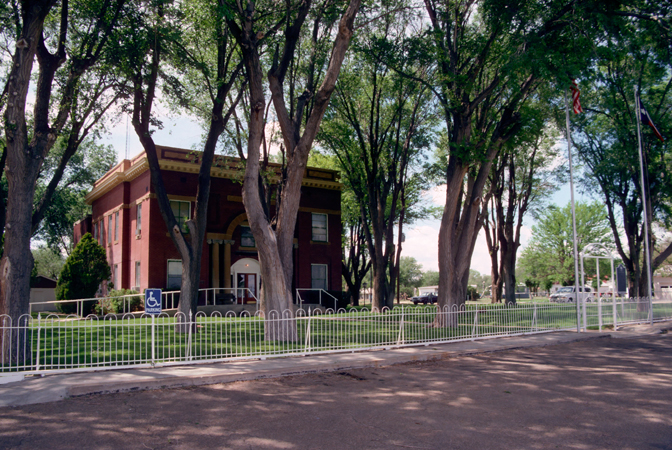
Здание окружного суда в Ченнинге

По данным переписи населения 2010 года в округе проживало 6062 жителя, в составе 1771 хозяйства и 1311 семей. Плотность населения была 1 человек на 1 квадратный километр. Насчитывалось 1946 жилых дома, при плотности покрытия 1 постройка на 1 квадратную милю. По расовому составу население состояло из 81 % белых, 6,9 % чёрных или афроамериканцев, 0,4 % коренных американцев, 0,5 % азиатов, 0 % (3 человека) коренных гавайцев и других жителей Океании, 4,1 прочих рас, и 1,1 % представители двух или более рас. 23,9 % населения являлись испаноязычными или латиноамериканцами.
Из 1771 хозяйства 34,5 % воспитывают детей возрастом до 18 лет, 65,3 % супружеских пар живущих вместе, 5,3 женщин-одиночек, 26 % не имели семей. 22,8 % от общего количества живут самостоятельно, 11,7 % лица старше 65 лет, живущие в одиночку. В среднем на каждое хозяйство приходилось 2,63 человека, среднестатистический размер семьи составлял 3,11 человека.
Показатели по возрастным категориям в округе были следующие: 24 % жители до 20 лет, 28 % от 20 до 40 лет, 35,6 % от 40 до 65 лет и 12,4 % старше 65 лет. Средний возраст составлял 39 лет. На каждых 100 женщин приходилось 156,6 мужчины. На каждых 100 женщин в возрасте 18 лет и старше приходилось 178,5 мужчины.
Средний доход на хозяйство в округе составлял 68 464 $, на семью — 64 427 $. Среднестатистический заработок мужчины был 49 722 $ против 32 275 $ для женщины. Доход на душу населения был 20 676 $. Около 6,5 % семей и 8,1 % общего населения находились ниже черты бедности. Среди них было 11,4 % тех кому ещё не исполнилось 18 лет, и 7,8 % тех кому было уже больше 65 лет.

## Населённые пункты
- Далхарт[3]
- Хартли
- Чаннинг

## Образование
Образовательную систему округа составляют следующие учреждения:
- независимый школьный округ Далхарт[4]
- независимый школьный округ Хартли[5]
- независимый школьный округ Чаннинг[6]